# Ullasjö församling
Ullasjö församling var en församling i Göteborgs stift och i Svenljunga kommun. Församlingen uppgick 1992 i Svenljunga-Ullasjö församling.

## Administrativ historik
Församlingen har medeltida ursprung och var till 1992 annexförsamling i pastoratet Svenljunga, Örsås, Revesjö, Redslared och Ullasjö. Församlingen uppgick 1992 i Svenljunga-Ullasjö församling.

## Kyrkor
Sedan 1828 användes Svenljunga kyrka som församlingskyrka. Ullasjö kyrka revs 1829.